# Jeff Lemire
Jeff Lemire (* 21. března 1976 Essex County, Ontario) je kanadský komiksový scenárista a kreslíř proslul pro své autorské komiksy Sweet Tooth, The Nobody a Descender. Dále také prací na sériích Animal Man (vol. 2) a Green Arrow (vol. 5).

## Česká vydání
Komiksy Jeffa Lemireho vydávají například nakladatelství CREW a Comics Centrum.
- 2018 – Plutona (s Emi Lenox: Plutona #1–5, 2015–2016)
- 2018 – Liga spravedlnosti: Válka velké trojky, (autoři: kolektivní crossover, Lemire pouze sešity: Justice League Dark #22–23, 2013)
- 2019 – Essex County (Essex County, 2009)
- 2019 – Rváč (Roughneck, 2017)
- 2019 – Temné noci – Metal: Temný vesmír, 2019 (autoři: kolektivní crossover, Lemire pouze sešit: Hawkman: Found #1, 2018)

- Černá palice (Black Hammer):
  - 2017 – Černá palice 1: Tajemství počátků (s Dean Ormston: Black Hammer #1–6, 2016–2017)
  - 2018 – Černá palice 2: Zvrat (s Dean Ormston a David Rubín: Black Hammer #7–11, #13, 2017)
  - 2019 – Sherlock Frankenstein a legie zla (s David Rubín: Sherlock Frankenstein and the Legion of Evil #1–4 a Black Hammer #12, 2017–2018)
  - 2019 – Černá palice 3: Vzdor osudu – část první (s Dean Ormston: Black Hammer: Age of Doom #1–5, 2018)
  - 2020 – Černá palice: Z temných koutů Spiral City (s Ray Fawkes a různými umělci: Black Hammer: Giant Sized Annual, Black Hammer: Cthu-Louise, The World of Black Hammer Encyclopedia, 2017–2019)
  - 2020 – Černá palice 4: Vzdor osudu – část druhá (s Dean Ormston: Black Hammer: Age of Doom #6–12, 2018–19)
  - 2021 – Černá palice 1945 (s Ray Fawkes a Matt Kindt: Black Hammer '45 #1–4, 2019)
  - 2021 – Doktor Andromeda a království ztracených zítřků (s Max Fiumara: Doctor Star and the Kingdom of Lost Tomorrows #1–4, 2018)
  - 2022 – Drtileb a Kostřík (s Tonči Zonjič: Skulldigger and Skeleton Boy #1–6, 2019–2021)
  - 2023 – Plukovník Bizár: Parazmatek (s Tyler Crook: Colonel Weird: Cosmagog  #1–4, 2020–2021)

- Thanos (Vol. 2) – Marvel NOW!:
  - 2019 – Thanos 1: Thanos se vrací (s Mike Deodato Jr.: Thanos (Vol. 2) #1–6, 2016–2017)
  - 2019 – Thanos 2: Lom bohů (s German Peralta: Thanos (Vol. 2) #7–12, 2017)

- Sweeth Tooth:
  - 2021 – Sweet Tooth – Mlsoun 1 (Sweet Tooth #1–12, 2009–2010)
  - 2022 – Sweet Tooth – Mlsoun 2 (Sweet Tooth #13–25, 2010–2011)
  - 2022 – Sweet Tooth – Mlsoun 3 (Sweet Tooth #26–40, 2011–2013)

- Předci:
  - 2024 – Předci, svazek první (s Dustin Nguyen: Descender #1–16, 2015–2016)
  - 2024 – Předci, svazek druhý (s Dustin Nguyen: Descender #17–32, 2016–2018)

- 2020 – Nezkrotný Berserkr (s Mike Deodato Jr.: Berserker Unbound #1–4, 2019)
- 2021 – Potápěč (The Underwater Welder, 2012)
- 2022 – Zatoulaní psi (Lost Dogs, 2012)
- 2022 – Bludiště (Mazebook #1–5, 2021–2022)
- 2022 – Matka (s Gabriel Hernandez Walta: Sentient #1–6, 2019)
- 2024 – Činžák: Mýtus Sadu kostí (s Andrea Sorrentino: Bone Orchard: Tenement #1–10, 2023–2024)

### Nezávislá díla
- Ashtray #1–2 (w/a, Ashtray Press, 2003)
- Lost Dogs (w/a, grafický román, Ashtray Press, 2005; znovu vydáno pod Top Shelf Productions v roce 2012)
- Beowulf #6–7 (w/a, Speakeasy, 2006)
- The Fortress (w/a, strip v UR Magazine, 2006)
- Bio-Graphical (w/a, strip v Driven, 2008)

### Top Shelf Productions
- Essex County Trilogy (w/a, 2007-2008)
- Awesome 2: Awesomer: "The Horseless Rider" (w/a, anthologický grafický román, 2009)
- The Underwater Welder (w/a, grafický román, 2012)

### Vertigo
- The Nobody (w/a, grafický román, 2009)
- Sweet Tooth #1-40 (w/a, 2009-2012)
- House of Mystery #18: "The Tale of Brutus the Bold" (a, s Matthew Sturges, 2009)
- Strange Adventures: "Ultra the Multi-Alien: The Life and Death of Ace Arn" (w/a, one-shot, 2011)
- Jonah Hex #69: "The Old Man" (a, s Justin Gray a Jimmy Palmiotti, 2011)
- Trillium #1-8 (w/a, minisérie, 2013–2014)

### DC Comics
- Brightest Day: Atom: "Nucleus, Prologue" (w, s Mahmud Asrar, one-shot, 2010)
- Adventure Comics #516-521 (w, s Mahmud Asrar, 2010-2011)
- Giant-Size Atom: "Nucleus, Conclusion" (w, s Mahmud Asrar, Allan Goldman a Robson Rocha, one-shot, 2011)
- Action Comics vol. 1 #892, "A look at things to come in... Superboy" (s Pier Gallo, 2010)
- Superboy vol. 5 #1-11 (s Pier Gallo, Marco Rudy, Pete Woods, Carlos Urbano a Paulo Siqueira, 2010-2011)
- Flashpoint: Frankenstein and the Creatures of the Unknown #1–3 (w, s Ibraim Roberson, 2011)
- Animal Man vol. 2 #1-29 (w, s různými, 2011-2014)
- Frankenstein, Agent of S.H.A.D.E. #1-9 (w, s Alberto Ponticelli, 2011–2012)
- Legends of the Dark Knight #1: "The Butler Did It" (a, s Damon Lindelof, 2012)
- Men of War #8 (w, s Matt Kindt a Thomas Derenick, 2012)
- Justice League Dark #7-23 (w, s Mikel Janín, Graham Nolan a Ray Fawkes, 2012–2013)
- National Comics: Eternity (w, s Cully Hamner, one-shot, 2012)
- Green Arrow vol. 5 #17-34 (w, s Andrea Sorrentino, 2013–2014)
- Green Arrow: Futures End #1 (w, s Andrea Sorrentino, 2014)
- Constantine #1-6 (w, s Ray Fawkes a Renato Guedes, 2013)
- Batman Black and White #2, "Winter's End" (s Alex Niño, 2013)
- Justice League United #0-10 (w, s Mike McKone a Timothy Green II, 2014–2015)
- The New 52: Futures End #0-48 (w, jeden z několika autorů, 2014–2015)
- Batman/Superman #10, "Enter the Microverse" (w, s Karl Kerschl a Scott Hepburn, 2014)
- Teen Titans: Earth One (w, s Terry Dodson, grafický román, 2014)
- Joker: Killer Smile #1–3 (w, s Andrea Sorrentino, 2019–2020) – DC Black Label
- The Question: The Deaths of Vic Sage #1–4 (w, s Denys Cowan, 2019–2020) – DC Black Label
- Dark Nights: Death Metal: The Last Stories of the DC Universe #1 (w kolektiv autorů, one-shot, 2020)
- Sweet Tooth: The Return #1–6 (w/a, 2020–2021) – DC Black Label
- Swamp Thing: Green Hell #1–3 (w, s Doug Mahnke, 2021–2022) – DC Black Label
- Robin & Batman #1–3 (w, s Dustin Nguyen, 2021–2022)
- JSA #1–... (w, s Diego Olortegui, 2024–...)
- Absolute Flash #1–... (w, s Nick Robles, 2025–...)
- Robin & Batman: Jason Todd #1 (w, s Dustin Nguyen, one-shot, 2025)

### Marvel Comics
- Strange Tales II #1: "A Civilized-Thing" (w/a, 2010)
- All-New Hawkeye vol. 1 #1-5 (w, s Ramón K. Pérez, 2015)
- All-New Hawkeye vol. 2 #1–6 (w, s Ramón K. Pérez, 2015–2016)
- Extraordinary X-Men #1–20 (w, s Humberto Ramos, 2015–2016)
- Old Man Logan vol. 2 #1–24(w, s Andrea Sorrentino, 2016–2017)
- Moon Knight vol. 8 #1–14 (w, s Greg Smallwood, 2016-2017)
- Thanos vol. 2 #1-12 (w, s Mike Deodato, 2016-2017)
- Death of X #1-4 (w, s Charles Soule, Aaron Kuder a Javier Garron, 2016-2017)
- Inhumans vs. X-Men #1-6 (w, s Charles Soule, Leinil Francis Yu, Javier Garron, 2016-2017)
- Sentry vol 3 #1-5 (w, s Kim Jacinto, 2018)
- Immortal Hulk: The Threshing Place #1 (w, s Michael Del Mundo, 2020)

### Image Comics
- Outlaw Territory Volume 2: "Coffin for Mr. Bishell" (a, s Joshua Hale Fialkov, antologický grafický román, 2011)
- The CBLDF Presents Liberty Annual '11: "Being Normal" (a, s Mark Waid, 2011)
- Descender #1–32 (w, s Dustin Nguyen, 2015–2018)
- Plutona #1–5 (w, s Emi Lenox, minisérie, 2015–2016)
- AD: After Death #1–3 (a, s Scott Snyder, 2016-2017)
- Royal City #1–14 (w/a, 2017-2018)
- Gideon Falls #1–27 (w, s Andrea Sorrentino 2018-2020)
- Ascender #1–18 (w, s Dustin Nguyen, 2019–2021)
- Family Tree #1–12 (w, s Phil Hester, 2019–2021)
- Primordial #1–5 (w, s Andrea Sorrentino, 2021–2022)
- Little Monsters #1–13 (w, s Dustin Nguyen, 2022–2023)
- The Bone Orchard Mythos: The Passageway #1 (w, s Andrea Sorrentino, 2022)
- The Bone Orchard Mythos: Ten Thousand Black Feathers #1–5 (w, s Dave Stewart, 2022–2023)
- The Bone Orchard Mythos: Tenement #1–10 (w, s Dave Stewart, 2023–2024)
- Phantom Road #1–... (w, s Gabriel Hernandez Walta a Jordie Bellaire, 2023–...)
- Fishflies #1–7 (w/a, 2023–2024)

### Darkhorse Comics
- Noir: A Collection of Crime Comics: "The Old Silo" (w/a, antologický grafický román, Dark Horse, 2009)
- Black Hammer:
  - Black Hammer #1–13 (w, s Dean Ormston, Dark Horse, 2016–2017)
  - Sherlock Frankenstein and the Legion of Evil #1–4, (w, s David Rubin, 2017–2018)
  - Doctor Star & The Kingdom of Lost Tomorrows #1–4, (w, s Max Fiumara, 2018)
  - Black Hammer: Age of Doom #1–12, (w, s Dean Ormston, 2018-2019)
  - The Quantum Age #1–6, (w, s Wilfredo Torres, 2018–2019)
  - Black Hammer ’45 #1–4, (w, s Ray Fawkes a Matt Kindt, 2019)
  - Black Hammer/Justice League: Hammer of Justice! #1-5, (w, s Michael Walsh, 2019)
  - Skulldigger + Skeleton Boy #1–6, (w, s Tonci Zonjic, 2019–2021)
  - Colonel Weird: Cosmagog #1–4, (w, s Tyler Crook, 2020–2021)
  - Barbalien: Red Planet #1–5, (pouze námět, píše Tate Brombal, kreslí Gabriel Hernandez Walta, 2020–2021)
  - Black Hammer: Reborn #1–12 (w, s Caitlin Yarsky, Malachi Ward a Matt Sheean, 2021–2022)
  - The Unbelievable Unteens #1–4 (w, s Tyler Crook, 2021)
  - Black Hammer: The End #1–6 (w, s Malachi Ward, 2023–2024)
  - Black Hammer: Spiral City #1–... (w, 2023–...)
- Berserker Unbound #1–4, (w, s Mike Deodato Jr., 2019)
- Mazebook #1–5 (w/a, 2021–2022)

### Ostatní
- Roughneck (w/a, grafický román, Simon & Schuster, 2016)
- Bloodshot Reborn #1–18 (w, s Mico Suayan a Butch Guise, Valiant Comics, 2015–2016)
- The Valiant #1–4 (w, s Matt Kindt a Paolo Rivera, minisérie, Valiant Comics, 2014–2015)
- Minor Arcana #1–... (w/a, Boom! Studios, 2024–...)